# Rio Arapey
O rio Arapey é um curso de água que banha o noroeste do Uruguai. 
Seu comprimento e de 240 km.